# Catocala briseana
Catocala briseana är en fjärilsart som beskrevs av Embrik Strand 1914. Catocala briseana ingår i släktet Catocala och familjen nattflyn. Inga underarter finns listade i Catalogue of Life.